# Klausenhäusl
Klausenhäusl ist ein Gemeindeteil der Gemeinde Mehlmeisel im Landkreis Bayreuth (Oberfranken, Bayern). Klausenhäusl liegt in der Gemarkung Mehlmeisel.

## Geografie
Die Einöde liegt am Südhang einer bewaldeten Erhebung des Fichtelgebirges (803 m ü. NHN). Eine Gemeindeverbindungsstraße führt nach Mehlmeisel (0,8 km nördlich) bzw. nach Richardsfeld (1,2 km östlich).

## Geschichte
Klausenhäusel war ursprünglich nur eine Kapelle, die auf dem Gemeindegebiet von Mehlmeisel lag.

### Einwohnerentwicklung
| Jahr      | 001900 | 001925 | 001950 | 001961 | 001970 | 001987 |
| Einwohner | 11     | 12     | 15     | 10     | 11     | 6      |
| Häuser    | 1      | 2      | 2      | 2      |        | 2      |
| Quelle    | [ 9 ]  | [ 10 ] | [ 11 ] | [ 12 ] | [ 13 ] | [ 1 ]  |

## Religion
Klausenhäusl ist katholisch geprägt und war ursprünglich nach Mariä Verkündigung (Fichtelberg) gepfarrt, seit der zweiten Hälfte des 20. Jahrhunderts ist die Pfarrei St. Johannes Baptist (Mehlmeisel) zuständig.